# Padre Padrone: L'Éducation d'un berger sarde
Padre Padrone: L'Éducation d'un berger sarde (en italien Padre padrone:l'educazione di un pastore le titre signifie littéralement «le père-patron»), est un roman autobiographique de Gavino Ledda, publié en plusieurs versions à partir de 1975. La même année le roman a remporté le prix Viareggio.
En 1977, les frères Taviani adapteront au cinéma ce roman, et gagneront la  Palme d'or au Festival de Cannes 1977.

## Synopsis
Le roman raconte l'histoire autobiographique de Gavino qui, à l'âge de 6 ans, avait été retiré de l'école par son père, un berger-agriculteur, et avait été initié au dur monde du travail. Grâce à de nombreux chemins d'initiation le protagoniste acquiert progressivement le contrôle de lui-même et de son environnement. Jusqu'à l'âge de vingt ans, il vivait à la campagne, isolé du monde, parce c'étaient les exigences et la volonté de son père.
Après avoir atteint l'âge de 18 ans, analphabète, il a décidé d'étudier, mais il fait face à la résistance du père. Après plusieurs tentatives auprès de ce dernier, Gavino arrive à poursuivre ses études et commence à acquérir les outils linguistiques et culturels qui lui permettront d'entrer en plein contact avec la société.